# Regla de Záitsev
En química orgánica, la regla de Záitsev, Zaitsev, Saytzev o Saytzeff establece que en una reacción de eliminación (β-eliminación) en la que pueda ser formado más de un alqueno será mayoritario el más estable termodinámicamente.
En general, el alqueno más sustituido es el más estable, debido a las propiedades de compartición electrónica de los grupos alquilo con el doble enlace C=C (hiperconjugación). También, en algunos casos, puede incurrir otro efecto estabilizante a la hora de establecer la regioselectividad como es la conjugación del doble enlace con otros grupos.
Esta regla es válida salvo en reacciones de eliminación bimolecular (E2) en las que exista un impedimento estérico importante, sustrato ramificado y/o base voluminosa, y sin posibilidad de conjugación, aplicándose entonces la regla de Hofmann.

## Historia

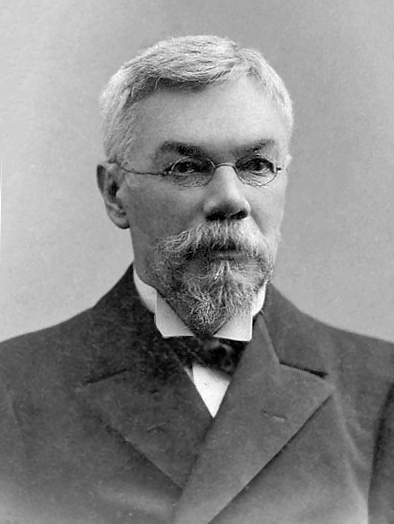
Aleksandr Mijáilovich Záitsev

Aleksandr Mijáilovich Záitsev publicó por primera vez sus observaciones en relación con los productos de las reacciones de eliminación en Justus Liebigs Annalen der Chemie en 1875. A pesar de que el artículo contenía algo de investigación original hecha por los estudiantes de Záitsev, era en gran parte una revisión de la literatura y se basó en gran medida sobre trabajos publicados previamente. En él, Záitsev propuso una regla puramente empírica para predecir la regioquímica favorecida en la deshidrohalogenación de yoduros de alquilo, a pesar de que resultó que la regla es aplicable también a una variedad de otras reacciones de eliminación. Mientras que el artículo de Záitsev fue bien referenciado a lo largo del siglo XX, hasta la década de 1960 los libros de texto no comenzaron a utilizar el término "regla de Záitsev.
Curiosamente, Záitsev no fue el primer químico que publicó la regla que ahora lleva su nombre. Aleksandr Nikoláievich Popov publicó una regla empírica similar a la Záitsev en 1872, y presentó sus hallazgos en la Universidad de Kazán en 1873. Záitsev había citado el artículo de Popov 1872 en otros artículos anteriores y había trabajado en la Universidad de Kazán, siendo por ello probable que conociera la regla propuesta por Popov. A pesar de esto, el artículo de 1875 en  Liebigs Annalen no hace mención del trabajo de Popov.